# Вулиця Івана Богуна (Львів)
Ву́лиця Іва́на Богуна́ — вулиця у Франківському районі міста Львова, у місцевості Новий Світ. Сполучає вулиці вулиці Генерала Чупринки та Сахарова, утворюючи перехрестя з вулицею Котляревського.

## Історія
Вулиця виникла на початку XX століття, складалася з двох частин. 
Ділянка від вулиці Генерала Чупринки до перехрестя з вулицею Котляревського (горішня частина вулиці)
- 1901—1940 року — вулиця Ходкевіча, на честь литовського гетьмана Яна Кароля Ходкевича;
- 1940—1941 роки — вулиця Богуна, на честь українського військового та державного діяча Івана Богуна;
- 1941—1943 роки — вулиця Ходкевича, повернена передвоєнна назва вулиці;
- 1943—1944 роки — Зудерманнґассе, на честь німецького драматурга Германа Зудерманна;
- 1944—1945 роки — вулиця Ходкевича, вдруге повернена передвоєнна назва вулиці;
- від 1946 року — вулиця Богуна, повернена назва вулиці.

Ділянка від перехрестя з вулицею Котляревського до вулиці Сахарова (долішня частина вулиці)
- 1906—1943 року — вулиця Жмурки, на честь польського математика, професора Львівського університету Вавжинця Жмурка;
- 1943—1944 роки — Ґерхарт Гауптманнґассе, на честь німецького письменника, драматурга Ґергарта Гауптмана;
- 1944—1945 роки — вулиця Жмурки, повернена передвоєнна назва вулиці;
- 1945—1963 роки — вулиця Березіна, на честь радянського зброяра, конструктора авіаційного озброєння Михайла Березіна.

У 1963 році до вулиці Богуна приєднали колишню вулицю Березіна і назва — вулиця Богуна поширилася на всю вулицю.

## Забудова
В архітектурному ансамблі вулиці переважає конструктивізм та віденська сецесія. Декілька будинків на вулиці внесені до Реєстру пам'яток архітектури місцевого значення м. Львова.
№ 3 — кам'яниця, споруджена у 1899 році, нагадує кам'яницю на вул. Нечуя-Левицького, 21. Будинок внесений до Реєстру пам'яток архітектури місцевого значення під № 850-м.
№ 5, 7 — триповерхові чиншові кам'яниці, споруджені у 1906—1907 роках фірмою Івана Левинського для Людвіка Гірша, автором проєкту є, ймовірно, архітектор Лев Левинський. Оздоблення їх фасадів оживляють вставки з керамічної плитки. Будинки внесені до Реєстру пам'яток архітектури місцевого значення під № 851-м та 852-м відповідно.
№ 6 — триповерхова чиншова кам'яниця, споруджена у 1912—1914 роках за проєктом архітектора Івана Багенського.
№ 15, 17 — житлові будинки споруджені у 1950-х роках.

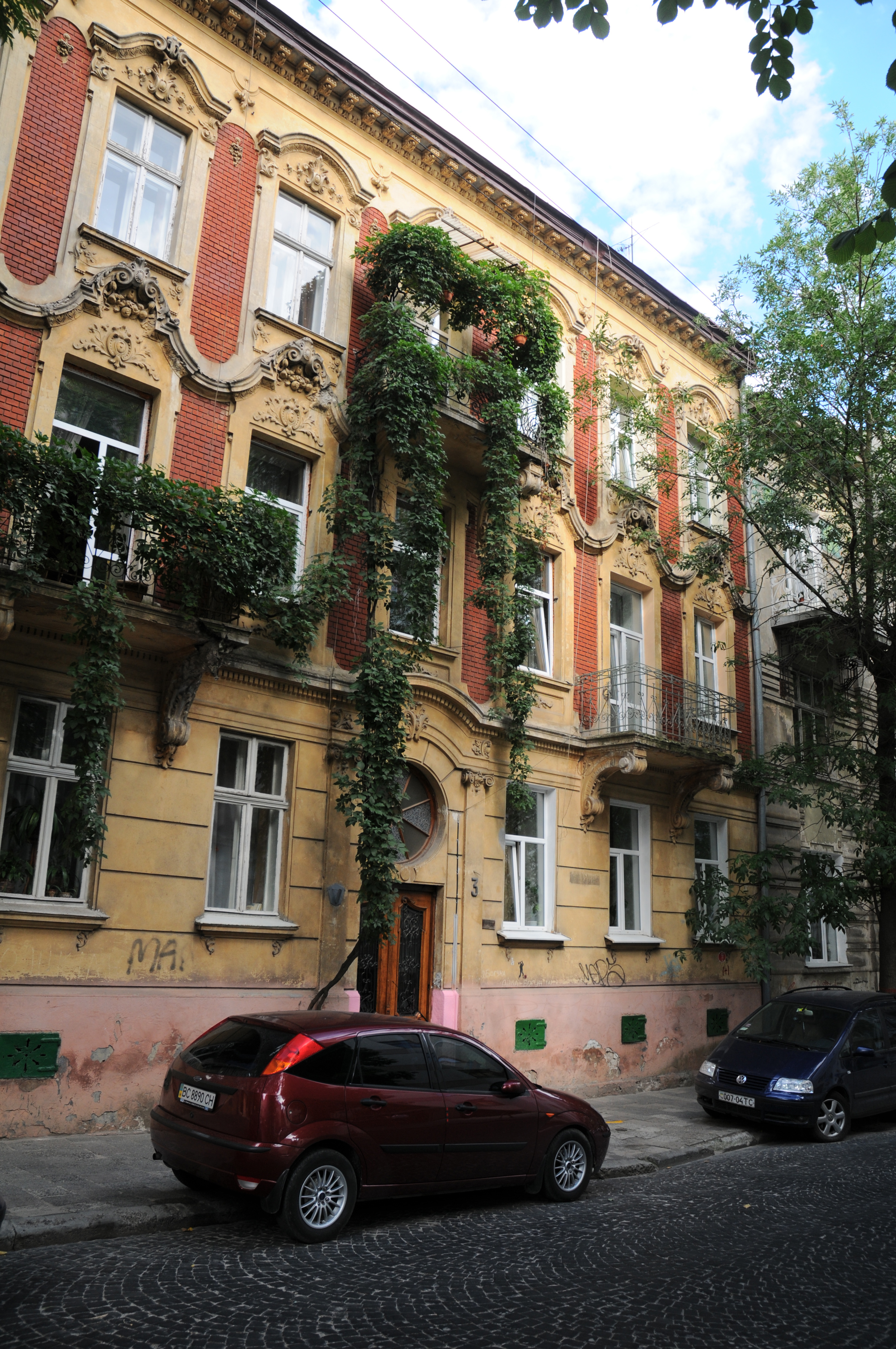
Житловий будинок (Богуна, 3)
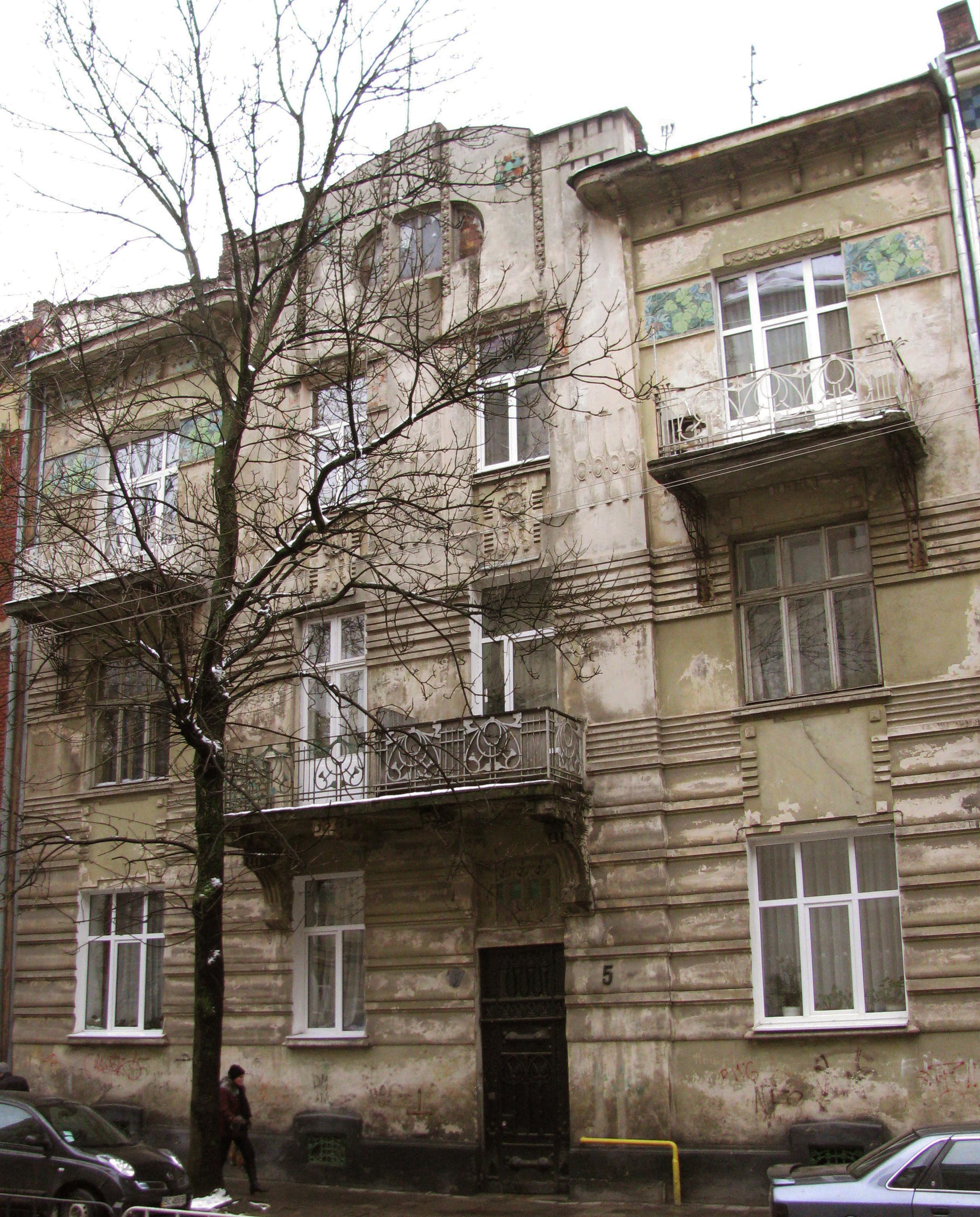
Колишня кам'яниця Людвіка Гірша (Богуна, 5)
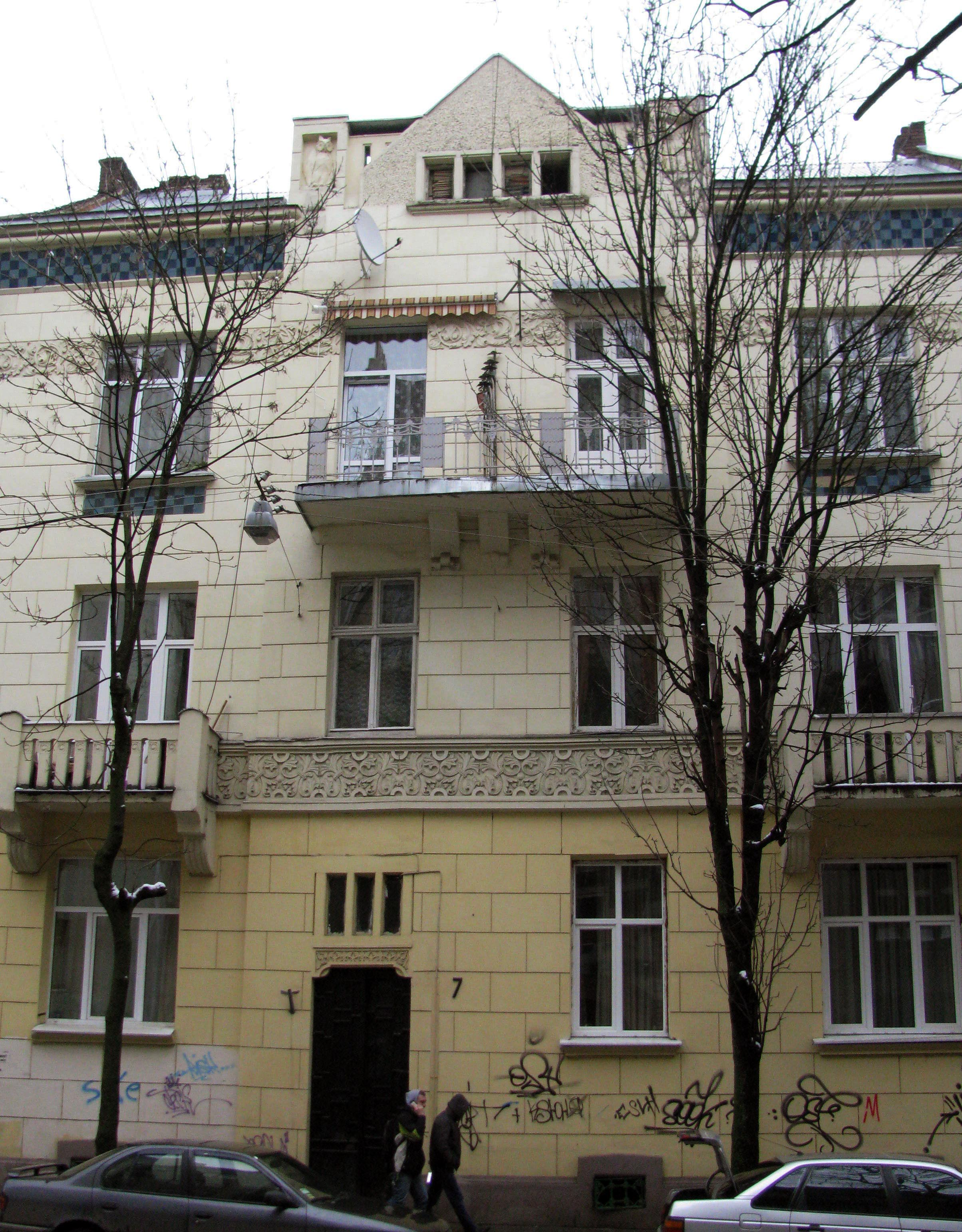
Колишня кам'яниця Людвіка Гірша (Богуна, 7)
Житловий будинок (Богуна, 8)

## Транспорт
Від 3 липня 2019 року змінилася організація дорожнього руху на вулицях Богуна та Нечуя-Левицького. Рух на вулиці Богуна відтепер є одностороннім від вулиці Сахарова до вулиці Чупринки. Вулицю Богуна вирішили зробити односторонньою через те, що тут часто паркують автомобілі, що унеможливлює зустрічний роз'їзд автотранспорту.